# کالمانچا
کالمانچا (به مجاری:  Kálmáncsa) یک منطقهٔ مسکونی در مجارستان است که در ناحیه بارچ واقع شده‌است. کالمانچا ۴۸٫۸۵ کیلومتر مربع مساحت و ۶۱۶ نفر جمعیت دارد.